# Alfa Romeo GTV & Spider

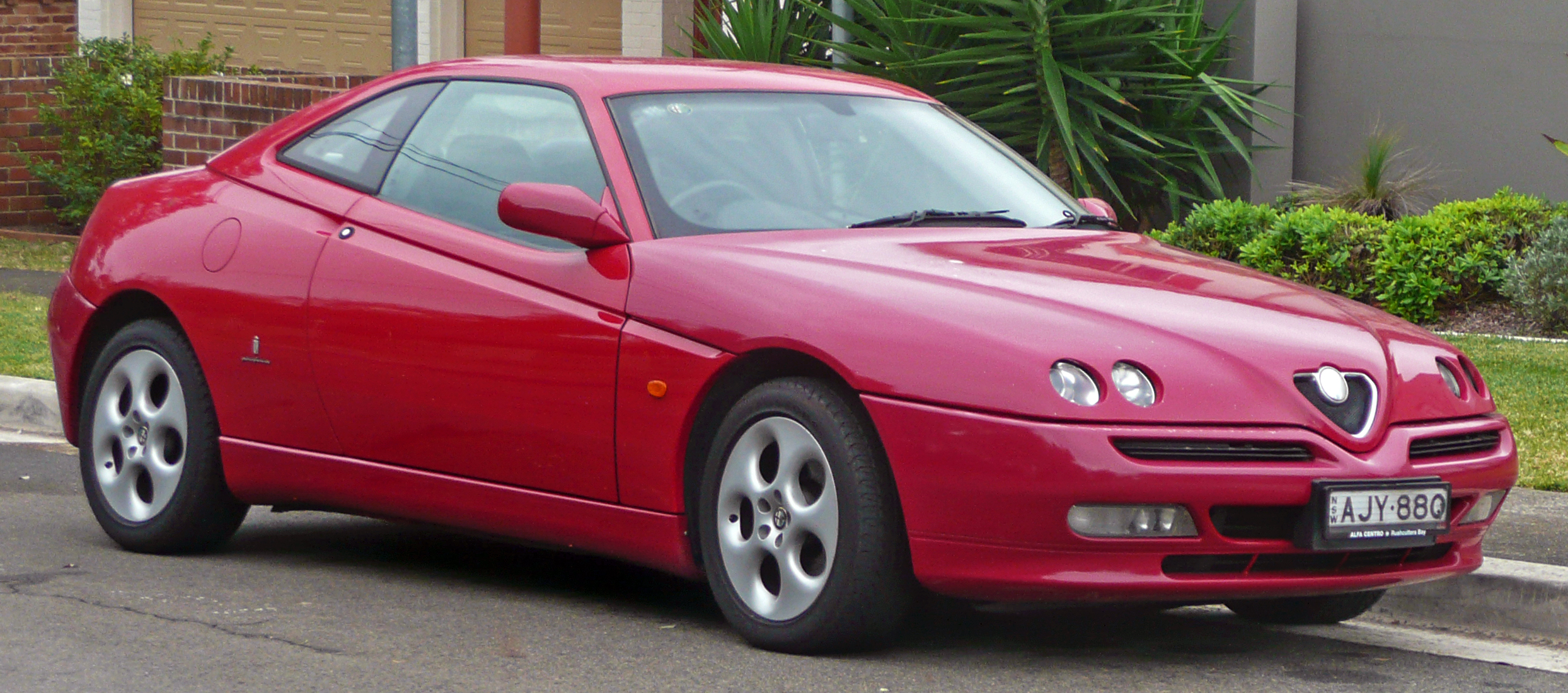
Alfa Romeo GTV

Alfa Romeo GTV (Gran Turismo Veloce, англ. Fast Grand Tourer) и Alfa Romeo Spider — спортивный автомобиль, выпускавшийся в кузовах купе и кабриолет итальянской компанией Alfa Romeo с 1993 по 2004 годы. Известны под внутренним заводским обозначением Alfa Romeo как серия 916. GTV — это купе с посадочной формулой 2+2, Spider — это 2-местная кабрио-версия GTV. За годы выпуска с 1993 по 2004 было собрано около 39 000 Spider и 41 700 GTV.
Имя GTV было присвоено модели в честь давно снятого с производства купе Alfetta GTV, тогда как Spider был заменой для 30-летней Giulia Spider. GTV выпускалась до старта производства Brera в 2005 году, Spider — на протяжении ещё одного года, пока ему на смену не пришла одноимённая модель на базе Brera в 2006 году.
В списке «100 лучших автомобилей с 2001 года по Джереми Кларксону» Alfa Romeo GTV находится под номером 29.

## Дизайн

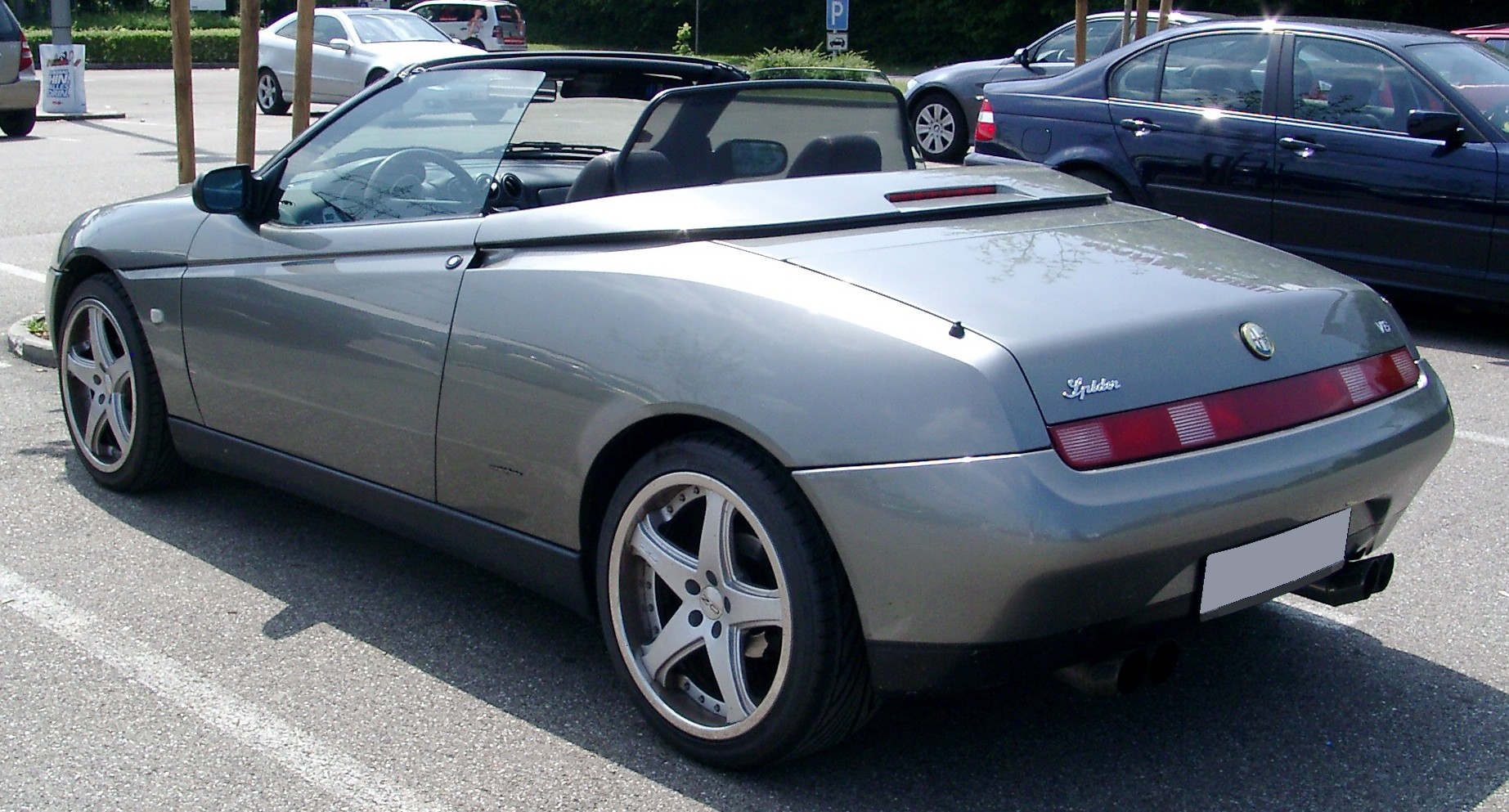
Spider. Вид сзади

Дизайн обеих машин был разработан Энрико Фумиа(Enrico Fumia) из ателье Pininfarina. Планировалось, что GTV будет продолжателем традиций спортивных купе Alfa Romeo в 1990-х годов. Истоки дизайна восходят к первым скетчам, сделанным в сентябре 1987 года, и первым пластилиновым моделям, созданных в масштабе 1:1 в июле 1988 года. После того, как дизайн был утвержден главой Fiat Витторио Джиделлой(Vittorio Ghidella), Центр Стиля Alfa Romeo Centro Stile (Alfa Romeo Centro Stile) под управлением Вальтера де Сильва отвечал за завершение детальной проработки и дизайн интерьера, так как предложение Pininfarina не было принято. Spider и GTV базировались на тогдашней платформе Fiat Tipo Due (Тип 2), которая в этом случае была сильно модифицирована: задняя подвеска стала многорычажной, передняя подвеска и силовые агрегаты базировались на агрегатах седана 155, запущенного в производство в 1992 году. Главным инженером тогда был Бруно Сена. Коэффициент аэродинамического сопротивления Cx для GTV составлял 0.33 и 0.38 для Spider.
Дизайн был типично итальянским: фальшрадиаторная решетка Alfa Romeo («скудетто») с двойными круглыми фарами, низкая посадка, клиновидный силуэт с низким носом и приподнятой хвостовой частью. Зад автомобиля «срезан»(«хвост Камма»), что обеспечивает хорошую аэродинамику. Все эти дизайнерские элементы присутствуют на обеих машинах. Spider оснащался мягкой складной крышей, которая в сложенном виде полностью пряталась под плоской крышкой. В качестве опции можно было заказать электрический складной механизм.
Из интересных элементов дизайна можно отметить единую ленту задних фонарей — с указателями поворотов, фонарями заднего хода, противотуманными и тормозными фонарями и габаритными огнями сзади; в салоне второстепенные указатели были сгруппированы на центральной консоли, развернутой к водителю. Во время запуска производства многие журналисты отметили тот факт, что Alfa значительно улучшила общее качество сборки, приблизившись в этом плане к конкурентам из Германии.

## Награды
- 1995, Журнал Autocar: «Автомобиль года 1995».
- 1995, Журнал Car: «Лучший дизайн автомобиля».
- 1995, Журнал Car: «Лучший дизайн деталей производимых автомобилей».
- 1995: Награда «Самый красивый автомобиль мира».
- «Инженер года» для главного инженера Alfa Romeo Bruno Cena.

## История
| Год   | Количество |
| ----- | ---------- |
| 2000  | 1,489      |
| 2001  | 6,060      |
| 2002  | 2,916      |
| 2003  | 3,615      |
| 2004  | 1,708      |
| Всего | 15,788     |

Изначально GTV предлагалась с двигателями 2.0 TS или 2.0 V6 Turbo, Spider — с двигателями 2.0 TS или 3.0 V6 12V.

### 1993
Производство началось в конце 1993 года с четырёх автомобилей, все 3.0 V6 Spider, сборка производилась на заводе Alfa Romeo в Арезе, Милан.

### 1994
В начале 1994 были выпущены первые GTV с двигателями 2.0 Twin Spark. Премьера состоялась на Парижском автосалоне в 1994 году.

### 1995
GTV и Spider были представлены на Автосалоне в Женеве в марте 1995 года, продажи стартовали в том же году.

### Изменения 1997 года
В 1997 году на GTV стали устанавливать новый двигатель 3.0 V6 24V. Автомобили с таким двигателем оснащались 305-мм дисковыми тормозами с красными 4-поршневыми суппортами Brembo. Изменился дизайн центральной консоли, руль стал 3-спицевым. На некоторых версиях появился усовершенствованный передний бампер с другими сетками — это снизило шум от набегающего потока воздуха до 74 дБА.

### Рестайлинг 1998 года
В мае 1998 года модель пережила первый рестайлинг (Фаза 2). В основном изменился интерьер: появилась новая центральная консоль, изменилось расположение переключателей и приборная панель. В экстерьере основными изменениями были появление хромированной окантовки скудетто, и окрашенные пороги и низ бамперов. Появился новый двигатель 1.8 Twin Spark мощностью 144 л. с. (106 кВт), и изменен двигатель 2.0 Twin Spark: на нём появился впускной коллектор другой длины и другая пластиковая крышка. Мощность этого двигателя выросла до 155 л. с. (114 кВт). Был заменен блок управления двигателями, они получили обозначение CF2. Панель приборов теперь могла окрашиваться в два новых цвета, вдобавок к стандартному чёрному появились синий и красный, с ними появились и новые цвета обивки интерьера и ковриков. С двигателем 3.0 24V начала в стандарте агрегатироваться 6-ступенчатая механическая кпп. Двигатель 2.0 V6 TB начали устанавливать на Spider.

### Изменение двигателей в 2000 году
В августе 2000 года двигатели были модифицированы для соответствия новым нормам по чистоте выхлопа Евро-3. Новые двигатели были немного дефорсированы, и получили новый идентификационный код CF3. На Spider перестали устанавливать двигатель 3.0 V6 12V, заменив его 24-клапанным двигателем с GTV, который соответствовал Евро-3. Двигатели 2.0 V6 Turbo и 1.8 T.Spark перестали устанавливать, так как они не соответствовали Евро-3. На модельные годы 2001—2002 осталось всего 2 двигателя: 2.0 T.Spark и 3.0 V6 24V, пока не появился новый набор двигателей Фазы 3. Завод в Арезе закрывался, и в октябре 2000 года производство было перенесено на заводы Pininfarina в Сан-Джорджо-Канавезе и Грульяско в Турине. GTV/Spider были последними машинами Alfa Romeo, которые выпускались в Арезе.

### Рестайлинг 2003 года
В 2003 годы было проведено новое и последнее обновление (фаза 3): дизайном снова занимались в Pininfarina, но уже не Энрико Фумиа. Основные изменения коснулись передней части с новым скудетто в стиле 147-й модели, и нового переднего бампера со смещенным в сторону местом крепления номерного знака. Изменения в интерьере были минимальными: новая центральная консоль, другие материалы отделки и новые цвета. Цвет подсветки приборов был изменен с зелёного на красный. Основное изменение в технической части — появление противобуксовочной системы(ASR), которая не была доступна для базовой модели 2.0 TS. Появились новые двигатели: 2.0 JTS мощностью 165 л. с. (121 кВт) с непосредственным впрыском топлива и 3.2 V6 24V мощностью 240 л. с. (177 кВт). Последний позволял развивать максимальную скорость 255 км/ч.

### 2004
В конце 2004 года производство на заводе Pininfarina закончилось. Некоторые автомобили были в продаже до 2006 года.

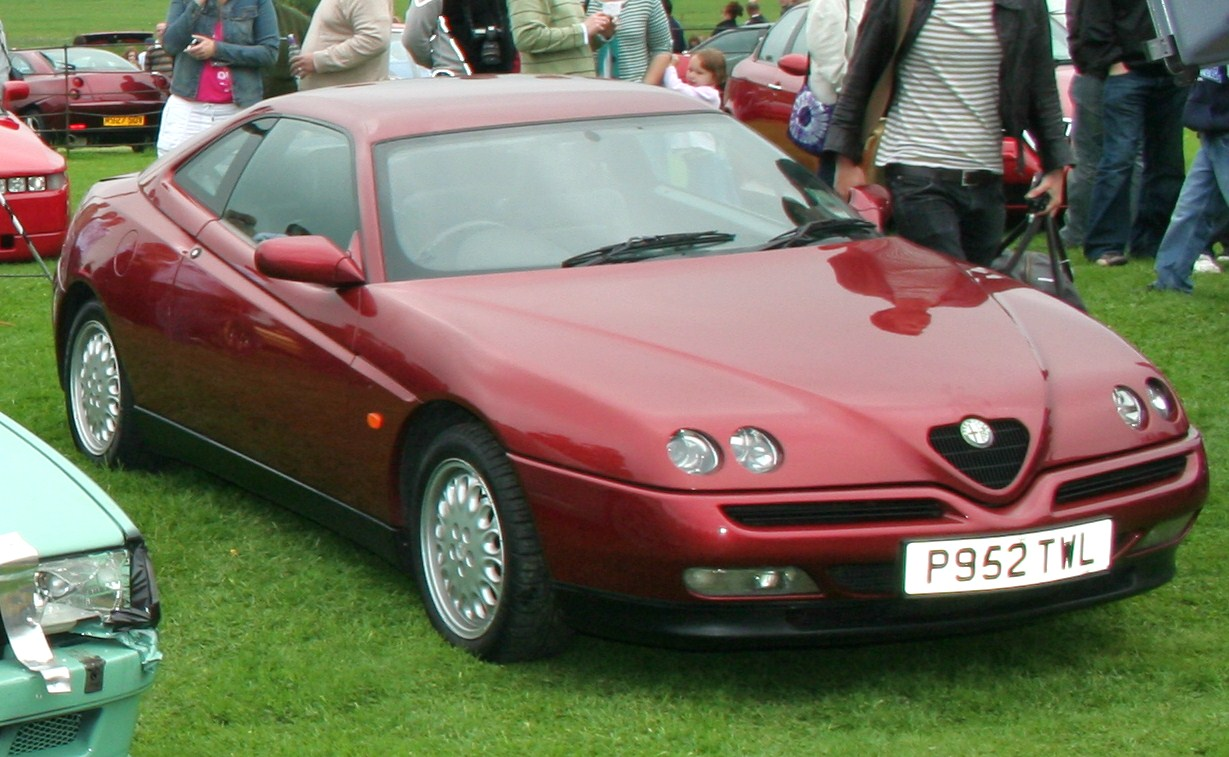
1996 до рестайлинга
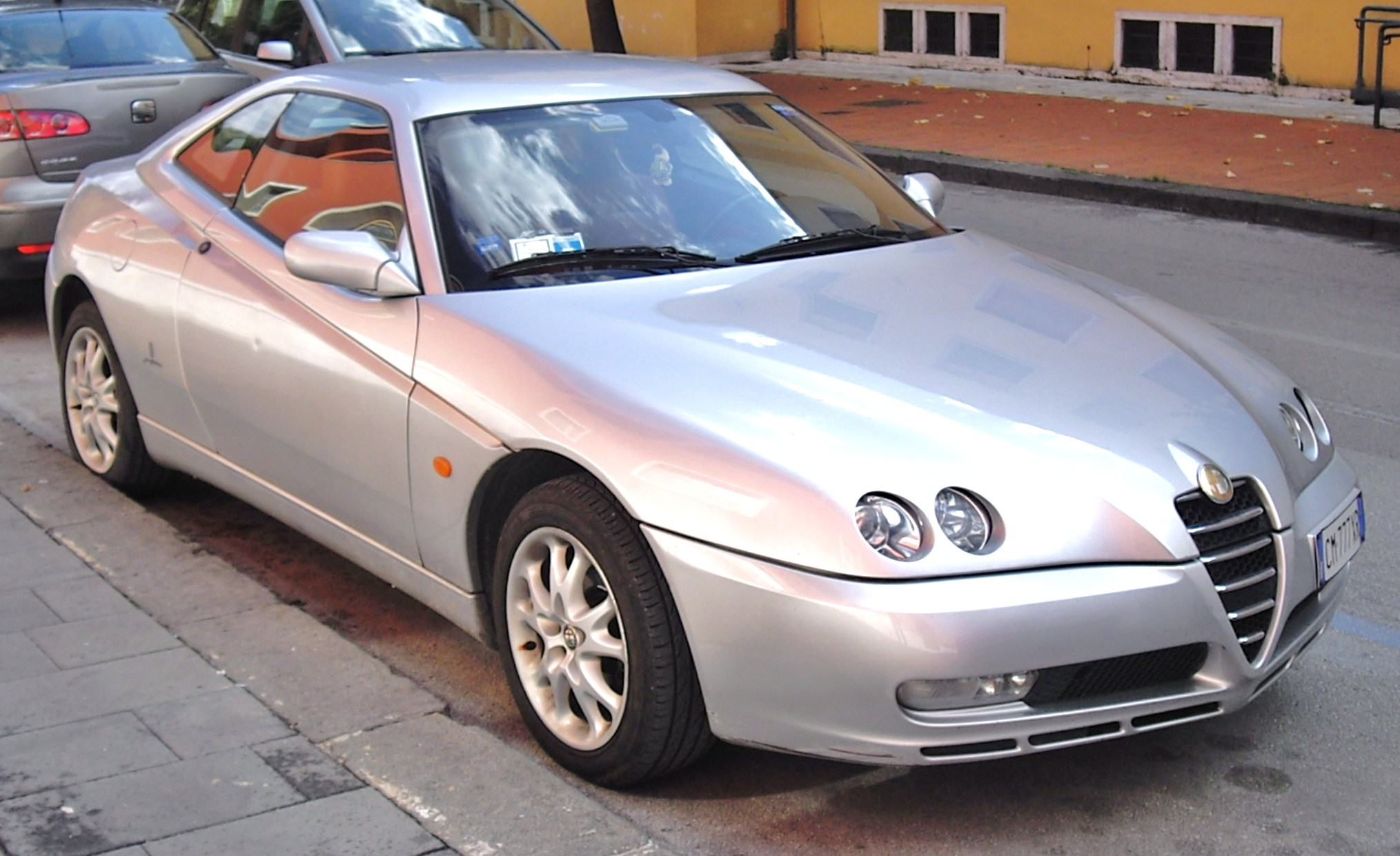
2003 рестайлинг

## Характеристики

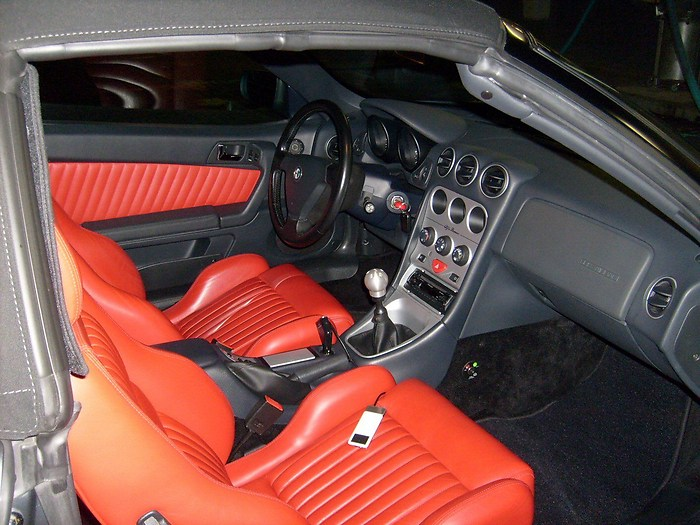
Spider. Вид салона

### Двигатели
Автомобили выпускались со следующими двигателями: 4-цилиндровые 1.8 16V Twin Spark (144 л. с. (106 кВт)) и 2.0 16V Twin Spark (155 л. с. (110 кВт)) и 6-цилиндровые 2.0 V6 12V с турбонаддувом, мощностью 202 л. с. (149 кВт) или 3.0 V6 с 12 (192 л. с. (141 кВт)) или 24 клапанами (220 л. с. (162 кВт)), и, наконец, 3.2 V6 24V (240 л. с. (177 кВт)).
Двигатель 2.0 V6, который также назывался V6 TB (сокращение от ит. turbo benzina, или бензиновый с турбонаддувом), был разработан из-за итальянского законодательства, согласно которому при продаже автомобилей с двигателями объёмом свыше 2 литров на них накладывался повышенный налог с продаж. В целом, этот двигатель представлял собой уменьшенный в объёме 3-литровый V6. Турбонаддув устанавливался для увеличения мощности с возможностью избежать повышенного налога.
Двигатель 2.0 16V Twin Spark базировался на блоке семейства Fiat SuperFIRE с головкой блока, разработанной компанией Alfa Romeo. Он оснащался системой изменения фаз газораспределения на впуске, которая обеспечивала угол изменения фаз на 25 градусов с тем, чтобы повысить крутящий момент и сделать кривую зависимости мощности от оборотов более линейной. Также, этот двигатель оснащался двумя балансирными валами с ременным приводом, которые делали работу двигателя более плавной и вращались с двукратной скоростью вращения коленвала. На двигатель 1.8 балансирные валы не устанавливались. TS была наиболее хорошо продаваемой версией GTV и Spider. Двигатели CF2 и CF3 имели пластиковую крышку и впускной коллектор переменной длины.
При появлении двигателя 3.0 V6 24V, оснащенные им машины были самыми быстрыми из выпускавшихся тогда Alfa Romeo с максимальной скоростью 240 км/ч. GTV с двигателями 3.2 V6 24V (240 л. с. (177 кВт) были самыми быстрыми дорожными Alfa Romeo, разгон от 0 до 100 км/ч занимал менее 6 секунд, максимальная скорость составляла 255 км/ч.
При последнем рестайлинге GTV в 2003 году на автомобиль начали устанавливать двигатель 2.0 JTS (165 л. с. (121 кВт)) с непосредственным впрыском топлива (так же, как на дизельных двигателях). На этом двигателе в каждом цилиндре устанавливалась только одна свеча зажигания. Он оснащался впускным коллектором переменной длины для улучшения подачи воздуха в двигатель на высоких оборотах.

### Технические характеристики
| Модель      | Двигатель | Объём    | Макс. мощность                       | Макс. крутящий момент                               | 0-100 км/ч, с | Макс. скорость, км/ч | Выбросы CO2 | Годы выпуска    | Примечания    | Код двигателя |
| ----------- | --------- | -------- | ------------------------------------ | --------------------------------------------------- | ------------- | -------------------- | ----------- | --------------- | ------------- | ------------- |
| 1.8 TS      | I4        | 1747 см³ | 106 кВт (144 л. с.) при 6,500 об/мин | 169 Нм при 3,500 об/мин                             | 9.2           | 210 км/ч             | 210 г/км    | 05/1998-08/2000 | Евро-2        | AR 32201      |
| 2.0 TS      | I4        | 1970 см³ | 110 кВт (150 л. с.) при 6,200 об/мин | 186 Нм при 4,000 об/мин                             | 8.4           | 216 км/ч             | 225 г/км    | 1995-05/1998    | Евро-2        | AR 16201      |
| 2.0 TS      | I4        | 1970 см³ | 114 кВт (155 л. с.) при 6,400 об/мин | 187 Нм при 3,500 об/мин                             | 8.4           | 216 км/ч             | 220 г/км    | 05/1998-08/2000 | Евро-2        | AR 32301      |
| 2.0 TS      | I4        | 1970 см³ | 110 кВт (150 л. с.) при 6,300 об/мин | 181 Нм при 3,800 об/мин                             | 8.5           | 215 км/ч             | 220 г/км    | 08/2000-2006    | Евро-3        | AR 32310      |
| 2.0 JTS     | I4        | 1970 см³ | 121 кВт (165 л. с.) при 6,400 об/мин | 206 Нм при 3,250 об/мин                             | 8.4           | 220 км/ч             | 220 г/км    | 04/2003-2006    | Евро-4        | 937A1000      |
| 2.0 V6 TB   | V6        | 1996 см³ | 148кВт (201 л. с.) при 6,000 об/мин  | 271 Нм при 2,400 об/мин (280 Hм в режиме overboost) | 7.4           | <235 км/ч            | 260 г/км    | 1995-08/1998    | Евро-2        | AR 16202      |
| 2.0 V6 TB L | V6        | 1996 см³ | 151 кВт (205 л. с.) при 6,000 об/мин | 271 Нм при 2,400 об/мин (285 Hм в режиме overboost) | 7.0           | 240 км/ч             | 260 г/км    | 1998-05/2000    | Евро-2        | AR 16202      |
| 3.0 V6 12V  | V6        | 2959 см³ | 141 кВт (192 л. с.) при 5,600 об/мин | 260 Нм при 4,400 об/мин                             | 7.3           | 225 км/ч             | 265 г/км    | 1995-08/2000    | Spider Евро-2 | AR 16101      |
| 3.0 V6 24V  | V6        | 2959 см³ | 165 кВт (225 л. с.) при 6,300 об/мин | 270 Нм при 5,000 об/мин                             | 6.7           | 240 км/ч             | 278 г/км    | 1997-05/1998    | GTV Евро-2    | AR 16102      |
| 3.0 V6 24V  | V6        | 2959 см³ | 162 кВт (220 л. с.) при 6,300 об/мин | 270 Нм при 5,000 об/мин                             | 6.7           | 240 км/ч             | 278 г/км    | 05/1998-08/2000 | GTV Евро-2    | AR 16102      |
| 3.0 V6 24V  | V6        | 2959 см³ | 160 кВт (218 л. с.) при 6,300 об/мин | 265 Нм при 5,000 об/мин                             | 6.8           | 242 км/ч             | 278 г/км    | 08/2000-04/2003 | Евро-3        | AR 16105      |
| 3.2 V6 24V  | V6        | 3179 см³ | 176 кВт (240 л. с.) при 6,200 об/мин | 289 Нм при 4,800 об/мин                             | 6.3           | 255 км/ч             | 315 г/км    | 04/2003-2006    | Евро-3        | 936A6000      |

*Приведены характеристики для модели GTV, если не указано иное

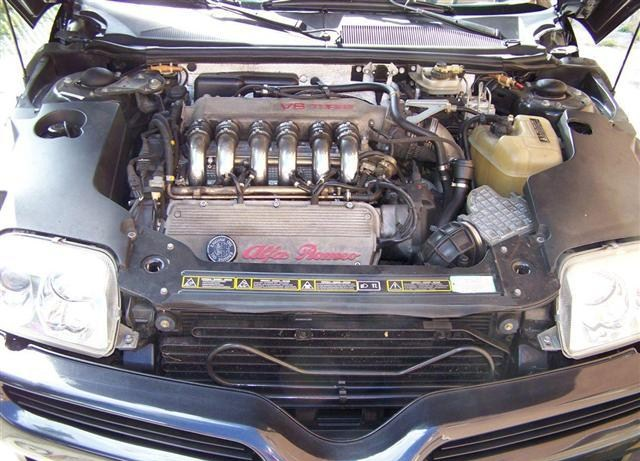
2.0L V6 12V Turbo

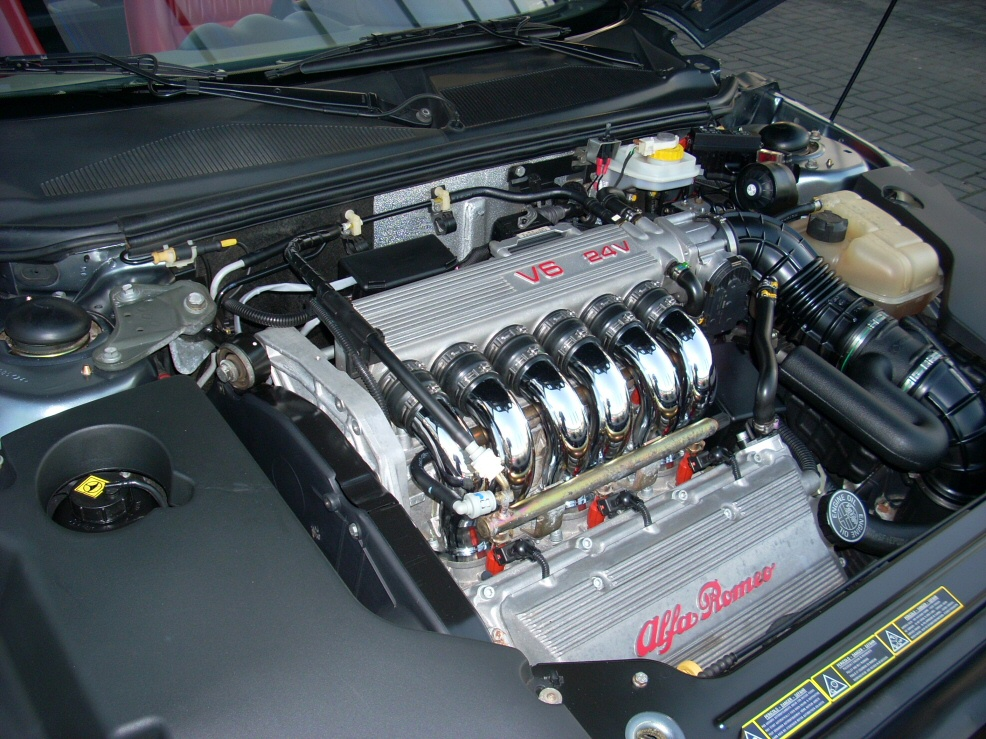
3.0L V6 24V двигатель

**макс. скорость с аэродинамическим комплектом + 5 км/ч для всех, + 10 км/ч для 3.0 V6 24V

### Расход топлива
| Двигатель  | Комбинированный расход | Городской цикл | Загородный цикл |
| ---------- | ---------------------- | -------------- | --------------- |
| 1.8 TS     | 8.9 л/100 км           | 12.9 л/100 км  | 6.5 л/100 км    |
| 2.0 TS     | 9.2 л/100 км           | 11 л/100 км    | 6.8 л/100 км    |
| 2.0 JTS    | 9.2 л/100 км           | 11 л/100 км    | 6.8 л/100 км    |
| 2.0 V6 TB  | 10.8 л/100 км          | 16.6 л/100 км  | 7.5 л/100 км    |
| 3.0 V6 12V | 11.1 л/100 км          | 17.0 л/100 км  | 7.7 л/100 км    |
| 3.0 V6 24V | 11.7 л/100 км          | 16.8 л/100 км  | 8.7 л/100 км    |
| 3.2 V6 24V | 13.2 л/100 км          | 19.9 л/100 км  | 9.3 л/100 км    |

*заводские данные

### Оснащение
В стандартное оснащение GTV/Spider входили: усилитель рулевого управления, водительская и пассажирская подушки безопасности, преднатяжители ремней безопасности на передних сиденьях, климат-контролем, АБС производства компании Bosch (системой электронного распределения тормозных усилий, EBD с 1998 года), боковые зеркала с электроподогревом, безрамочные стекла в дверях с электроприводом (с автоматическим режимом в водительской двери), регулируемые фары головного освещения, задние и передние противотуманные фонари, третий стоп-сигнал, обтянутый кожей руль, регулируемый по наклону и вылету, обтянутый кожей рычаг переключения передач, автоматическая антенна с электроприводом, кассетная стереомагнитола с 6 динамиками, центральный замок с иммобилайзером Alfa-CODE, электропривод открывания багажника и лючка бензобака. В число опций входили: сигнализация, отключаемая подушка безопасности пассажира, электроподогрев сидений, краска «металлик», краска «перламутр» (только в комплектации Lusso), кожаные сидения Momo (только в комплектации Lusso) и люк в крыше с электроприводом. Некоторые Spider оснащались электрическим механизмом складывания крыши.
Lusso представлял собой отдельную версию, а не пакет опций, стандартные автомобили в Великобритании были переименованы в «Turismo» (вместо «Medio»). Комплектации Medio и Lusso на машинах 1-й и 2-й фазы были доступны практически с любыми двигателями, за исключением 1.8 TS, с которым поставлялись машины только в комплектации Medeo. Автомобили фазы 3 были разделены на поставляемые только в комплектации Medio 2.0 JTS и поставляемые только в комплектации Lusso 3.2 V6; помимо этого, в 2003 году поставлялись автомобили с двигателями 2.0 TS в версии «Base».
Отделка интерьера в стилях Blue Style и Red Style была доступна в комплектации Lusso в фазе 2 и на всех автомобилях фазы 3. Blue Style включал в себя синюю панель приборов и белые или синие сидения MOMO, Red Style имел красную панель и красные или черные сиденья MOMO. Остальное оборудование и опции не изменялись. Со стандартной панелью чёрного цвета устанавливались сиденья MOMO одного из 4 цветов (за исключением ограниченных серий): чёрного, красного и жёлтого, а также светло-серого (только на Spider). На машинах первой фазы кожаные сиденья MOMO могли быть красного, жёлтого или белого цвета.

### Технические особенности
Автомобиль производился в трёх различных фазах (рестайлингах). Автомобили фазы 1 имели чёрную пластиковую решётку радиатора на носу капота без отделки под хром.
Все версии Евро-3 имели три установленных катализатора, два из них сразу после системы выпуска. Предыдущие варианты Евро-1 и Евро-2 имели только один катализатор.
Топливный бак вмещал 70 литров. Аккумуляторная батарея и CD-changer располагались в багажнике, а топливный бак для большей безопасности находился за передними сиденьями перед задней осью. Рулевое управление было очень «быстрым»: всего лишь 2,2 оборота до упора. Капот и крышка багажника удерживались газовыми амортизаторами. Автомобиль «в базе» оснащался запасным колесом, а также герметиком для ремонта колёс. С всеми вышеперечисленными опциями автомобиль выпускался с 1998 года, но стоит отметить, что объём багажника был всего 155 литров.
Для уменьшения веса капот был сделан из специальных композитных материалов, названных KMC (смесь полиэфира и стекловолокна с использованием эпоксидных клеев), а передние крылья были сделаны из полиуретанового пластика. В то время капот был самой большой деталью из композитных материалов в производстве автомобилей. Когда капот открыт полностью, видны две прямоугольные фары Hella, а когда он закрыт, они выглядят как две круглые фары для ближнего и дальнего света. Кузов оцинкован, колесные арки — пластиковые колёсных арок, следовательно — нержавеющие. Распределение веса для автомобиля с четырёхцилиндровым двигателем составляет 61 % спереди и 39 % сзади (для V6 — 63 % и 37 % соответственно).
Как и ожидалось, GTV имеет гораздо более жёсткое шасси, на 64 % жёстче, несмотря на долгую работу с системой открывания люка. Spider также оснащался усиленными передними стойками.
В стандартной комплектации шли 15-дюймовые стальные диски, 16-дюймовые легкосплавные диски с шинами 205/50 были доступны в комплектации Lusso. С Фазы 2 и 3 16-дюймовые диски стали частью стандартной комплектации, а опцией стали 17-дюймовые диски с резиной 225/45.
Критиковали модель за трудность во время парковки из-за большого радиуса разворота и за низкое расположения сидения, не позволяющие видеть конец капота с места водителя. Двери автомобиля очень длинные — необходимо очень много места на стоянке.
| Масса* | Масса*                | Масса*                | Масса*                | Масса*                | Масса*                | Масса*                | Масса*                | Масса*                | Масса*                | Масса*                | Масса*                | Масса*                |
|        | Фаза 1                | Фаза 1                | Фаза 1                | Фаза 1                | Фаза 2                | Фаза 2                | Фаза 2                | Фаза 2                | Фаза 2                | Фаза 3                | Фаза 3                | Фаза 3                |
| Кузов  | 2,0 TS                | 2,0 V6 TB             | 3,0 V6 12V            | 3,0 V6 24V            | 1,8 TS                | 2,0 TS                | 2,0 V6 TB             | 3,0 V6 12V            | 3,0 V6 24V            | 2,0 TS                | 2,0 JTS               | 3,2 V6 24V            |
| ------ | --------------------- | --------------------- | --------------------- | --------------------- | --------------------- | --------------------- | --------------------- | --------------------- | --------------------- | --------------------- | --------------------- | --------------------- |
| GTV    | 1370 кг (3020 фунтов) | 1430 кг (3153 фунтов) | н/д                   | 1415 кг (3120 фунтов) | 1350 кг (2976 фунтов) | 1370 кг (3020 фунтов) | 1430 кг (3153 фунтов) | н/д                   | 1415 кг (3120 фунтов) | 1370 кг (3020 фунтов) | 1370 кг (3020 фунтов) | 1445 кг (3186 фунтов) |
| Spider | 1370 кг (3020 фунтов) | н/д                   | 1420 кг (3131 фунтов) | н/д                   | 1350 кг (2976 фунтов) | 1370 кг (3020 фунтов) | 1430 кг (3153 фунтов) | 1420 кг (3131 фунтов) | 1415 кг (3120 фунтов) | 1405 кг (3097 фунтов) | 1405 кг (3097 фунтов) | 1470 кг (3241 фунтов) |

*Источник: руководства по ремонту, руководства пользования и брошюры продаж

### Подвеска
В передней подвеске использовалась обычная система, включающая в себя подвеску MacPherson, регулируемые пружины, нижние рычаги и стабилизатор поперечной устойчивости.
Независимая мультирычажная задняя подвеска представляет собой четырёхугольник, треугольным рычагом сверху, с двойными нижними рычагами, пружинами и стабилизатором поперечной устойчивости. Всё это крепится к подрамнику из легкого сплава, который в свою очередь прикреплён к автомобилю. Особенностью такой системы является улучшение в прохождении поворотов и повышения стабильности и управляемости автомобиля. Данная многорычажная задняя подвеска была разработана Джанклаудьо Травальо (Gianclaudio Travaglio).

### Тормоза
Автомобили оснащались дисковыми тормозами на все колёса. В более поздних версиях передние диски были вентилируемыми и имели диаметр 284 мм в тормозных системах Lucas и ATE. Некоторые Spider (1,8 TS и 2,0 TS) оснащались 257 мм дисками под тормозную систему Altecna. 3,0 л. V6 GTV и Spider имели 305 мм вентилируемые тормозные диски под систему от Brembo, имевшую 4 поршня. Суппорта окрашивались в красный цвет с белой надписью «Alfa Romeo».
Все автомобили оснащались 240 мм задними тормозными дисками для тормозной системы Lucas.
| GTV/Spider. Общее производство | GTV/Spider. Общее производство | GTV/Spider. Общее производство | GTV/Spider. Общее производство | GTV/Spider. Общее производство | GTV/Spider. Общее производство | GTV/Spider. Общее производство | GTV/Spider. Общее производство | GTV/Spider. Общее производство | GTV/Spider. Общее производство | GTV/Spider. Общее производство | GTV/Spider. Общее производство | GTV/Spider. Общее производство | GTV/Spider. Общее производство |
| Двигатель                      | Кузов                          | 1994                           | 1995                           | 1996                           | 1997                           | 1998                           | 1999                           | 2000                           | 2001                           | 2002                           | 2003                           | 2004                           | Итого                          |
| ------------------------------ | ------------------------------ | ------------------------------ | ------------------------------ | ------------------------------ | ------------------------------ | ------------------------------ | ------------------------------ | ------------------------------ | ------------------------------ | ------------------------------ | ------------------------------ | ------------------------------ | ------------------------------ |
| 3,0 12V                        | Spider                         | 30                             | 925                            | 955                            | 619                            | 591                            | 325                            | 293                            | 0                              | 0                              | 0                              | 0                              | 3,738                          |
| 2,0 TS                         | Spider                         | 32                             | 4,684                          | 5,918                          | 4,009                          | 3,309                          | 2,717                          | 2,589                          | 2,497                          | 1,676                          | 382                            | 229                            | 28,043                         |
| 2,0 TS                         | GTV                            | 37                             | 4,400                          | 6,383                          | 3,907                          | 2,909                          | 2,182                          | 1,212                          | 1,972                          | 598                            | 222                            | 0                              | 23,822                         |
| 2,0 V6 TB                      | Spider                         | 0                              | 0                              | 0                              | 0                              | 109                            | 321                            | 14                             | 0                              | 0                              | 0                              | 0                              | 444                            |
| 2,0 V6 TB                      | GTV                            | 4                              | 1718                           | 3431                           | 1071                           | 522                            | 47                             | 121                            | 0                              | 0                              | 0                              | 0                              | 6,914                          |
| 3,0 24V                        | Spider                         | 0                              | 0                              | 0                              | 0                              | 0                              | 0                              | 94                             | 762                            | 421                            | 65                             | 0                              | 1,342                          |
| 3.0 24V                        | GTV                            | 0                              | 0                              | 212                            | 1,188                          | 1,809                          | 1,170                          | 770                            | 930                            | 207                            | 71                             | 0                              | 6,357                          |
| 1,8 TS                         | Spider                         | 0                              | 0                              | 0                              | 0                              | 1,287                          | 1,134                          | 430                            | 0                              | 0                              | 0                              | 0                              | 2,851                          |
| 1,8 TS                         | GTV                            | 0                              | 0                              | 0                              | 0                              | 1,162                          | 1,257                          | 454                            | 0                              | 0                              | 0                              | 0                              | 2,873                          |
| 3,2 24V                        | Spider                         | 0                              | 0                              | 0                              | 0                              | 0                              | 0                              | 0                              | 0                              | 3                              | 394                            | 154                            | 551                            |
| 3,2 24V                        | GTV                            | 0                              | 0                              | 0                              | 0                              | 0                              | 0                              | 0                              | 0                              | 5                              | 370                            | 137                            | 512                            |
| 2,0 JTS                        | Spider                         | 0                              | 0                              | 0                              | 0                              | 0                              | 0                              | 0                              | 0                              | 1                              | 1,294                          | 824                            | 2,119                          |
| 2,0 JTS                        | GTV                            | 0                              | 0                              | 0                              | 0                              | 0                              | 0                              | 0                              | 0                              | 1                              | 812                            | 368                            | 1,181                          |
| Итого*                         | Итого*                         |                                |                                |                                |                                |                                |                                |                                | 6,060                          | 2,916                          | 3,615                          | 1,708                          |                                |
| Итого**                        | Итого**                        | 103                            | 13,722                         | 16,899                         | 10,794                         | 11,698                         | 9,153                          | 5,977                          | 6,161                          | 2,912                          | 3,611                          | 1,712                          | 80,747                         |

*По данным Pininfarina

**По данным Роберта Фоскетта(Robert Foskett): Alfa Romeo 916 GTV and Spider: The Complete Story

## Специальные серии

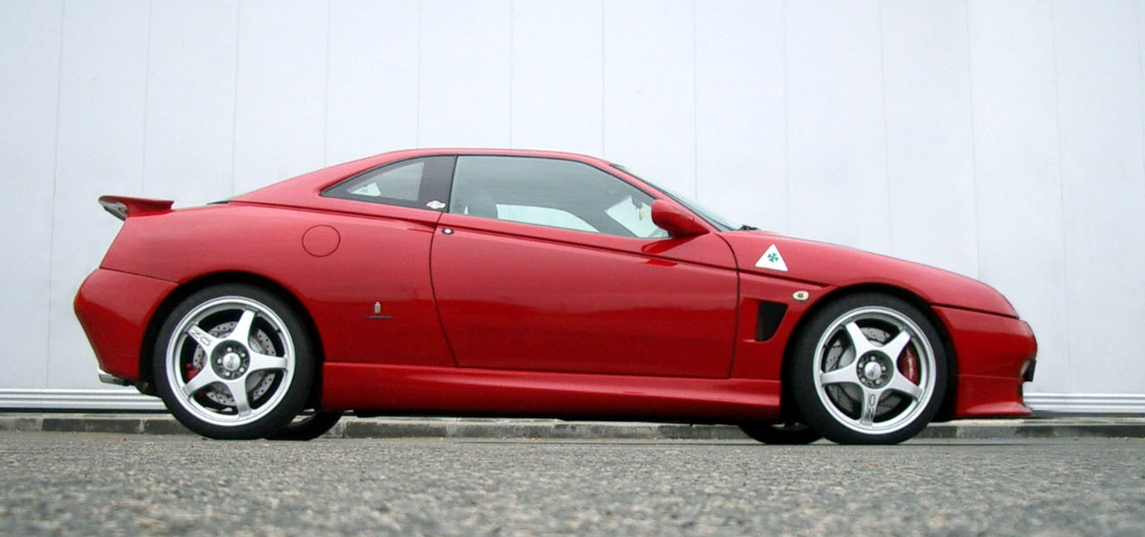
GTV Cup Edition

Было выпущено огромное количество ограниченных серий GTV и Spider. Все серии можно разнести по трём группам: Edizione Sportiva GTV 2001, Special Series 2001 и Limited Editions 2002. Многие из них имели титановые вставки в центральную консоль приборов без надписей Alfa Romeo. Все автомобили Специальных Серий (за исключением некоторых для Немецкого рынка «Edizione Classica») имели серебряную планку с номером на центральной консоли. Все автомобили, за исключением первых экземпляров, имели уникальный код. Все Spider оснащались электрической системой поднятия и опускания крыши. Все автомобили имели оснащение Lusso. Общее количество различных серий варьируется от маленьких до 8-10, или до 419—700.

### GTV Cup 2001
ограниченная серия GTV Cup оснащалась 3,0 л. V6 от Alfa Romeo GTV, взятый от однотипной модели, участвующей в гонках Alfa GTV Cup. Данная серия ограниченна 419 автомобилями, выпускаемых с 2001 года. Было выпущено 180 3,0 литровых V6 24V GTV Cups из них 155 для правосторонних рынков и 239 машин мощностью 150 л. с. (110 кВт) с двигателем 2,0 TS для левосторонних рынков. 3,0 л. V6 автомобили были в красном цвете, в то время как 2,0 TS модели были в основном серебряные и лишь несколько экземпляров в красном цвете. Таблички данной ограниченной серии были сделаны из серебра, различных для лево- и правосторонних рынков, имея красный или чёрный текст соответственно. Различие между стандартными моделями и серией Cup в наличие стандартного заднего спойлера, переднего спойлера, накладок на пороги, отверстий в колёсных арках, а также наличие 17-дюймовых легкосплавных дисков 'telephone dial' в титановый окрас. По техническим характеристикам V6 выдавал как и в обычной серии 218 л. с. (160 кВт). Кроме того, отделка салона также отличалась от стандартных моделей из-за присутствия кожаной отделки панели приборов. 2,0 л. TS GTV Cup имели 4-поршневые суппорты от Brembo такие же как и на 3,0 л. V6 GTV.

### Edizione Sportiva GTV 2001
На немецком рынке GTV была доступна в специальной ограниченной серии «Edizione Sportiva». Автомобили выпускались в 2001 году и оснащались Евро-3 двигателями: 2,0 л. TS и 3,0 л. V6 24V. GTV Edizione Sportiva отличается от стандартной наличием чёрного кожаного салона с красной прострочкой, красными ковриками и передним обвесом от Zender. А также наличием радио/навигатора Blaupunkt с 10-CD Changer в багажнике, электрическими сидениями и 17-дюймовыми легкосплавными дисками. Автомобили серии окрашивались в чёрный «Nero Met» цвет. Edizione Sportiva изначально ограничивалась 500 автомобилями, но было выпущено только 200. Это только одна ограниченная серия, имеющая надпись Alfa Romeo на центральной консоли и только одна версия не имеющая уникального кода.

### GTV Serie Speciale 'Elegant' 2001
GTV 'Elegant' был доступен в синем «Blu Vela Met» или чёрном «Nero Met» цвете. Салон имел кожаную отделку, темнее чем в обычных кожаных версиях и оснащался чёрными ковриками. Кроме того кожаные вставки в дверях были под цвет сидений, как во многих других ограниченных версиях. Центральная консоль отделывалась под титан и оснащалась табличкой с номером серии «Serie Limitata». Автомобили оснащались Евро-3 двигателями: 2,0 л. TS и 3,0 л. V6 24V.

### Edizione Classica Spider 2001
Серия доступна только для Spider. Данная ограниченная серия 2001 года была только с 2,0 TS или 3,0 л. V6 24V двигателем. Модель продавалась только в чёрном цвете «Nero Met» с 17-дюймовыми легкосплавными дисками 'teledial' и электрической крышей. На центральной консоли располагалась табличка с номером серии без использования надписи «Alfa Romeo». Отделка салона была двухцветная: светло-серая панель приборов с чёрными ковриками. Для немецкого рынка автомобиль продавался как обычная версия с светло-серыми ковриками и обычной панелью приборов.

### Spider Serie Speciale 'Elegant' 2001
Spider был доступен в жёлтом «Giallo Zoe Met» или сером «Grigio Chiaro Met» цвете. Салон отделывался в синий цвет и оснащался синими кожаными сидениями от Momo и синими ковриками. Электрическая крыша также была в синем цвете. Серия оснащалась специальными легкосплавными колёсными дисками 'teledial'. Номер данной ограниченной серии располагался на центральной консоли. Всего было выпущено 600 автомобилей с 2,0 TS двигателем и около 300 с 3,0 V6 двигателем.

### Motus GTV 2002
Только для модели GTV была специальная чёрная окраска кузова «Nero Met», специальный комплект обвеса от Zender. Салон оснащался перфорированной чёрной кожей с красными кожаными сидениями от Momo. Центральная консоль была отделана под титан и отсутствовала табличка с номером серии. Серия шла с 17-дюймовыми легкосплавными дисками. Другой особенностью данной серии стала окраска кузова в красный цвет «Rosso Miro Pearl» и отделкой кузова в чёрный цвет с чёрной кожей. Серия оснащалась 2,0 л. Twin Spark двигателем или 3,0 л. V6 24V двигателем.

### Lux GTV 2002
Было всего две серии данной GTV. Первая в серый цвет «Grigio Chiaro Met» с тёмно-красным кожаным салоном и чёрными ковриками. И вторая серия в специальный голубой цвет «Azzurro Nuvola Pearl» с чёрным кожаным салоном. Серия оснащалась только 2,0 л. TS двигателем.

### Edizione Sportiva Spider 2002
Spider Edizione Sportiva оснащался накладками на пороги и накладками на передние крылья от Zender. Цвет кузова был только серый «Grigio Chiaro Met». Салон состоял из перфорированной чёрной кожи с красной прострочкой. Данная ограниченная серия spider оснащалась отделкой центральной панели приборов под титан без надписи «Alfa Romeo». Кроме того, данная серия не имела специальных табличек с номером автомобиля в серии. Все машины оснащались 17-дюймовыми легкосплавными дисками и электрической крышей.

### Edizione Elegante Spider 2002
Spider Edizione Elegante был доступен только в чёрном цвете «Nero Met». Салон имел двухцветные кожаные сидения: либо чёрно-светло-серые, либо чёрно-красные. Отделка салона была под цвет сидений. Серия оснащалась 2,0 л. Twin Spark двигателем или 3,0 л. V6 24V двигателем.

### Lux Spider 2002
Три различных серии Spider. Первая — окраска кузова в синий цвет «Blue Lightning Met» и отделка салона красная кожа с синей электрической крышей. Вторая — цвет кузова в серый «Grigio Chiaro Met» с чёрной отделкой салона и крышей и светло-серыми кожаными сидениями. И последняя серия — с окраской кузова в специальный красный цвет «Rosso Miro Pearl» и отделкой салона в красно-чёрную кожу с чёрной крышей. Для синего кузова был доступен только 2,0 л. TS двигатель, для всех остальных 3,0 л. V6 24V двигатель.

### Spider Sport Limited Edition 2002
Spider был доступен только в чёрном цвете «Nero Met». Отделка салона в стиле Motus с чёрными ковриками: чёрный салон и панель приборов с перфорированными красными кожаными сидениями. Серия оснащалась 2,0 л. Twin Spark двигателем или 3,0 л. V6 24V двигателем.

### Spider Elegant Limited Edition 2002
Spider был доступен только в специальном сером цвете «Grigio Chiaro Met» и отделкой салона в комбинации двух цветов: чёрно-красный. Серия оснащалась 2,0 л. Twin Spark двигателем или 3,0 л. V6 24V двигателем.

### Spider Elegant Limited Edition 2002 Blue
Spider был доступен только в специальном синем цвете «Blu Lightning Met» и отделкой салона в светло-коричневый цвет. Серия оснащалась 3,0 л. V6 24V двигателем.

### Edizione Nero Spider 2004
Был только в кузове Spider 3-й фазы и продавался с марта 2004 года. Серия ограничивалась 30 автомобилями для Австрии. Общий выпуск составил 150 машин. Цвет автомобиля был чёрный металлик, а внутренняя отделка под чёрную или серебряную ткань. Модификация шла только с 2,0 л. JTS двигателем.

### Spider Edizione 2004
Был только в кузове Spider 3-й фазы и окрашивался в специальный красный «Rosso Miro Pearl» или синий «Blu Reims Met». Выпускался только с двигателем 2,0 JTS. Отделка салона была в красную или синюю ткань или чёрную кожу. Всего было выпущено 350 автомобилей. Комплектация была Medio.

## Фотогалерея

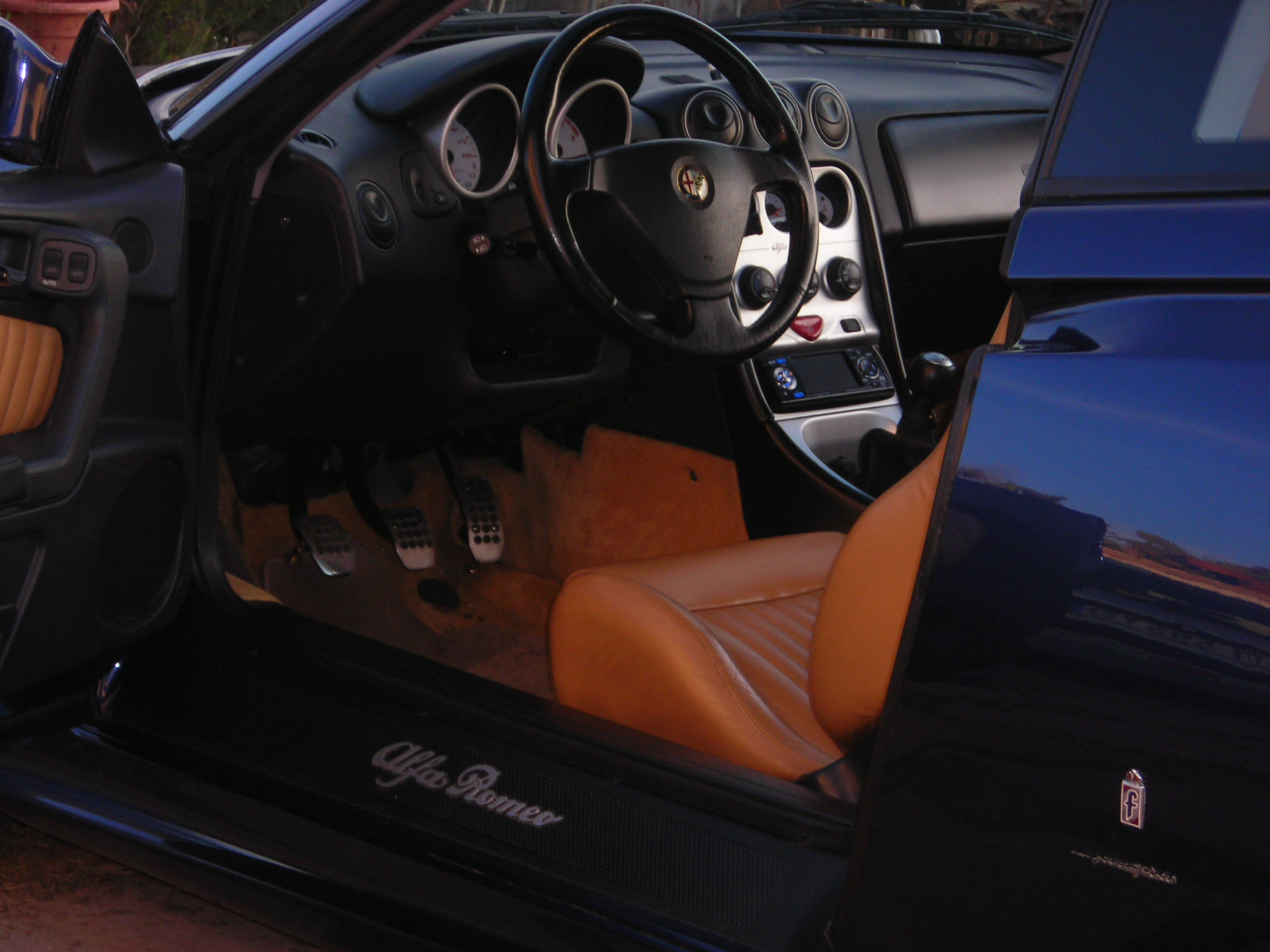
Салон в Фазе 2. Кожаный салон от Momo.
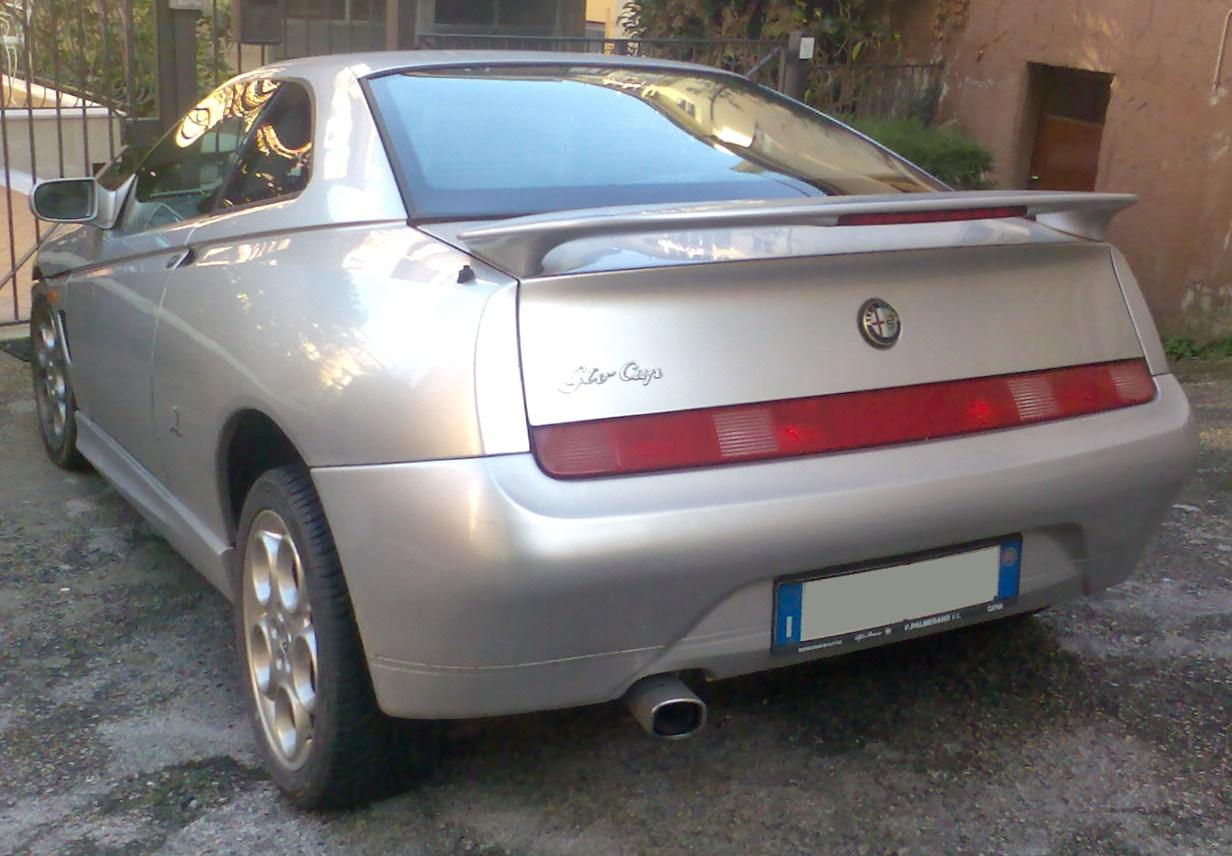
2,0 TS GTV Cup.
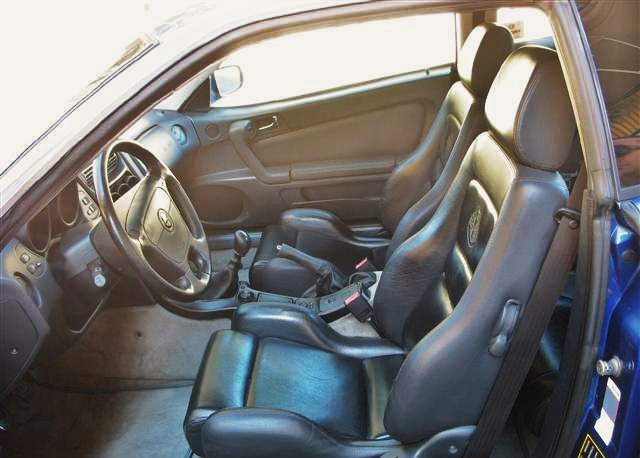
Салон в Фазе 1. Кожаный салон.
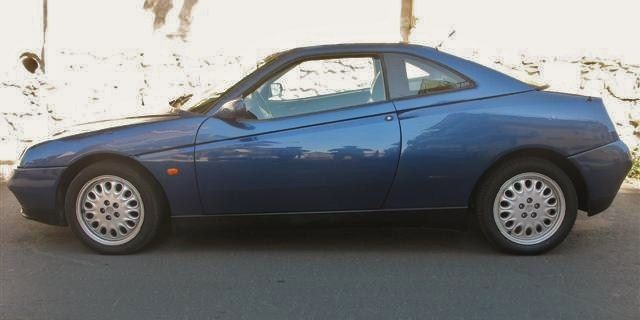
GTV в Фазе 1. Вид сбоку.
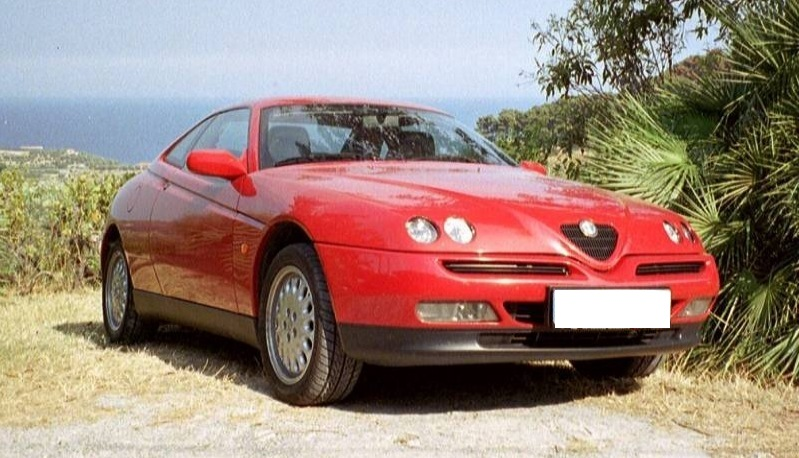
2,0 TS GTV в Фазе 1.
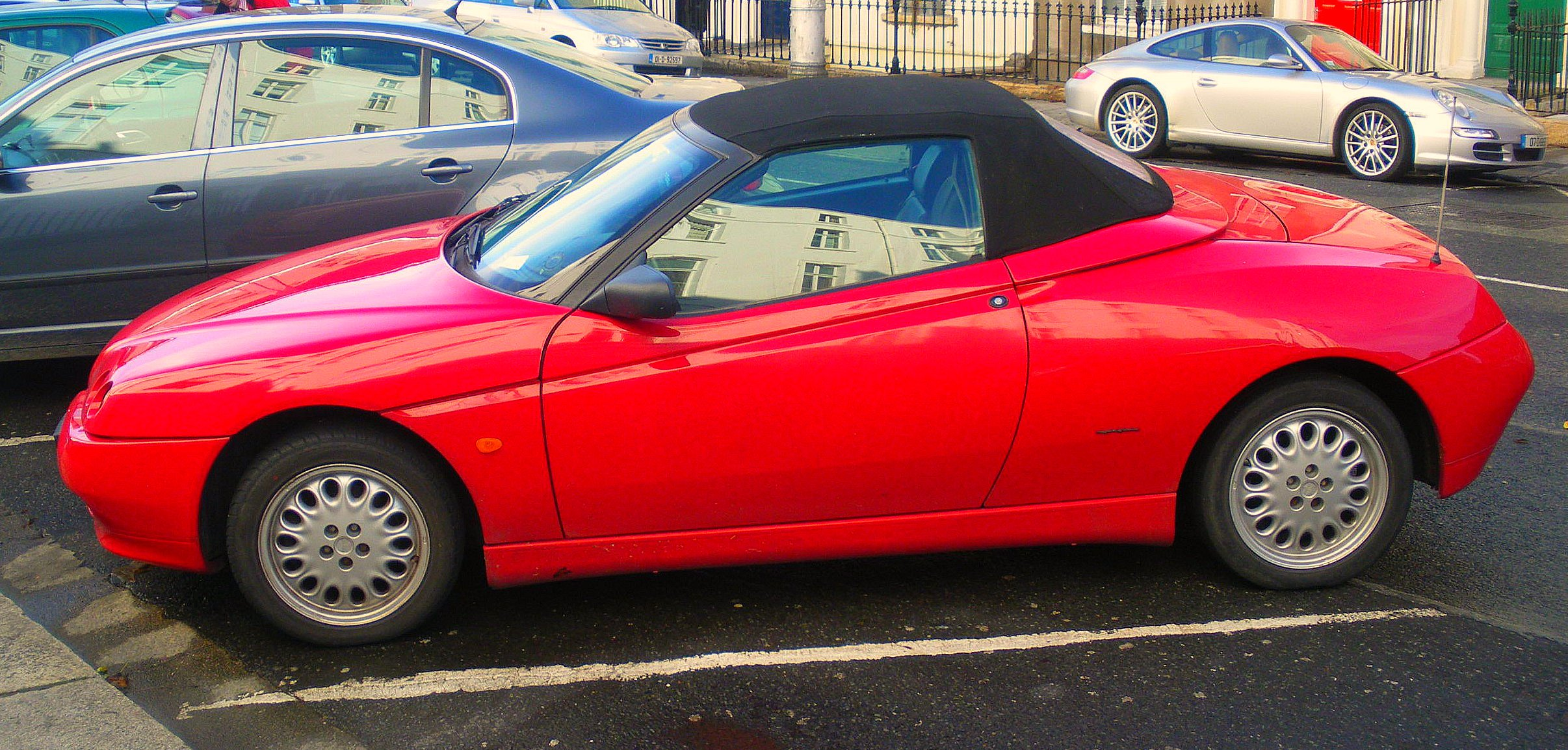
Spider в цвете "Rosso Alfa".